# Кръсте Маликов
Кръсте Маликов, наричан още Малик, Малико (на английски: Chris Mallek), е български революционер, деец на Вътрешната македоно-одринска революционна организация.

## Биография
Маликов е роден в 1881 година в леринското село Хасаново, тогава в Османската империя, днес Месохори, Гърция. Влиза във ВМОРО и става четник. От 1907 година е лерински полски войвода като се сражава с появилите се чети на гръцката пропаганда.
При избухването на Балканската война в 1912 година е доброволец в Македоно-одринското опълчение, служи в четата на Павел Христов. Заедно с Христов с над 400 четници, прекъсват на няколко места железопътната линия между Лерин и Кременица и предизвикват паника в тила на турските войски при Битоля. Участва в освобождаването на Лерин.
През 1913 година емигрира в Австралия. Работи като магазинер в Куинсленд. След края на Първата световна война се връща в родното си Хасаново при съпругата си Катерина. Скоро след това е принуден повторно да емигрира в Австралия. Този път се установява в Дениликуин и работи като сладоледаджия. Англиканизира името си на Крис Малик. Умира там на 23 януари 1952 година.